# System Center Opalis
System Center Opalis – platforma z rodziny Microsoft System Center, służąca do zarządzania procesami i zadaniami oraz wymianą danych pomiędzy różnymi produktami System Center. Jest to rozwiązanie umożliwiające automatyzację procesów IT oraz rozwiązań klasy Run Book Automation (RBA). Narzędzia tego typu służą m.in. do precyzyjnego definiowania, tworzenia i zarządzania przepływami informacji w obrębie organizacji.

## Historia
System Center Opalis to wynik przejęcia przez Microsoft kanadyjskiej firmy Opalis Software 10 grudnia 2009.